# Monetazione del Sannio
La monetazione del Sannio riguarda le emissioni coniate da una serie di comunità presenti nel territorio del Sannio. La definizione dell'area di pertinenza non è sempre precisa.
Due monetazioni (Saunitai e Peripoloi Pitanatai), entrambe in argento sono collocate tra il 325 a.C. e gli inizi del secolo successivo.
Le altre emissioni risalgono a una fase successiva al 290 a.C., cioè dopo la fine della terza guerra sannitica e sono legate alla presenza dei romani e della loro monetazione.
Tradizionalmente i numismatici trattano le monete del Sannio come parte della monetazione greca, nonostante le comunità siano italiche. Dalla stessa area provengono anche le monete coniate dagli "insorti" durante la cosiddetta guerra sociale, nel I secolo a.C.

## Contesto storico
La storia dell'area è particolarmente complessa. Per la storia che riguarda le emissioni in bronzo, si va dagli inizi del secondo decennio del III secolo allo scoppio della seconda guerra punica. Dopo le monetazioni autonome cessano in tutta l'area e la circolazione è sostenuta dalle monete romane.

## Contesto monetario
Non è definibile un esatto contesto delle prime monetazioni in argento del IV secolo. Le altre monetazioni, in bronzo, sono strettamente legate alla prima monetazione al martello romana.

## IV secolo

### Peripoloi Pitanatae
La pertinenza di queste emissioni al Sannio sarebbe data dal tesoro ritrovato a "Campo Laurelli".
Su questo ritrovamento ci sono alcuni problemi: la località esatta del ritrovamento non è chiara e non è chiaro se si tratti di un cimitero – e quindi un probabile tesoro – oppure di un santuario – e quindi di una stipe votiva. La località potrebbe il santuario italico di San Giovanni in Galdo. Anche la consistenza stessa del ritrovamento, datato al 1855, non è sicura.
Un altro esemplare è presente nel tesoro scoperto a Calvi Risorta durante i lavori di costruzione dell'autostrada del sole. Un quarto è stato rinvenuto a Torchiarolo, nel Salento.
Le monete, con un peso tra 0,6 e 0,75 g, sono d'argento.
Al dritto è raffigurata la testa di Hera, che indossa uno stephanos (diadema). Dietro: Æ.
Al rovescio Eracle che lotta con il leone e, intorno, la legenda in alfabeto greco ΠΕΡΙΠΟΛΩΝ ΠΙΤΑΝΑΤΑΝ (peripolōn pitanatan). Il tipo al rovescio è presente nei dioboli di Tarentum e di Heraclea.

### Saunitai
Esiste una piccola frazione d'argento, con un peso che varia da 0,6 a 0,75 grammi e con l'etnico, scritto in dorico e in scrittura retrograda, ИATIИYAZ (saunitan).
Al dritto è presente una testa femminile volta a destra, con i capelli raccolti e fermati fa una taenia (fascia).
Al rovescio c'è una punta di giavellotto all'interno di una corona d'alloro.
Le monete sono datate verso il 330 - 325 a.C.; diversi autori concordano che si tratterebbe di monete coniate in occasione di un'alleanza tra Sanniti e Tarantini..

## III secolo

### Aesernia
Aesernia divenne colonia latina nel 263 a.C.; la monetazione è collocate nel periodo 263-240 a.C. ed è strettamente legata a quelle dei centri del bacino del Volturno e alla prima monetazione al martello di Roma.
Le monete di Aesernia presentano tre tipi:
1. Minerva / aquila
2. Vulcano / Giove.
3. Apollo / toro androprosopo

Le monete con i tipi Apollo / toro androprosopo sono uguali a quelle presenti nella monetazione di Neapolis e in quella di varie città quali le coniazioni di Cales, la monetazione di Suessa e altre.

### Akudunnia
Esiste una emissione in bronzo che reca, in alfabeto osco, l'etnico AKUDUNNIAD, forma in ablativo del nome della città.
Si riteneva che fosse una emissione di Aquilonia, una città che Livio colloca nel Sannio e di cui ancora oggi non si sa la posizione esatta.
La pertinenza di questa emissione all'Aquilonia di Livio è posta in discussione.
La moneta, che come già visto è in bronzo, presenta al dritto la testa di Minerva con l'elmo corinzio. Dietro la nuca è raffigurato uno scudo circolare (o una patera?) e a destra c'è l'etnico in alfabeto osco e scrittura retrograda.
Al rovescio è raffigurato un guerriero stante volto a sinistra che tiene con la mano sinistra uno scudo e una lancia e nella destra una patera.
Il tipo al dritto è molto simile a quello presente nella coeva emissione di un'altra comunità dell'area, Larinum, l'odierna Larino.

### Compsa
Nell'Ottocento alcune monete con la legenda scritta COZANO o COSANO, erano attribuite a Compsa. Si ritiene invece che siano state coniate a Cosa, colonia di diritto latino collocata nel territorio di Ansedonia. (Haeberlin, op. cit., p. 235).

### Maleventum - Beneventum
Sono assegnate a Beneventum tre monete, tutte di bronzo, due con la legenda MALIES, con varie grafie, e una con la legenda BENEVENTOD.
Le monete di Maleventum hanno l'etnico scritto con gli alfabeti latino e greco mescolati. Il nome fu cambiato dopo il 268 a.C., con la deduzione di una colonia latina. Quindi le monete sono databili a prima di questa data.
La prima moneta presenta al dritto la testa laureata di Apollo, volta verso destra. Al rovescio è raffigurato un toro androprosopo; in alto c'è un elmo e in esergo l'epigrafe MAΛLIES.
L'altra presenta al dritto una testa di ninfa volta a destra, i capelli raccolti nel sakkos e davanti MALIEΣ o altre varianti. Al rovescio è raffigurato un toro androprosopo similmente alla moneta precedente. Sopra è raffigurata una maschera di satiro.
Il rovescio di queste monete e il dritto della prima sono riconducibile alla monetazione di Neapolis coniate nello stesso periodo (300-275 a.C.)
Il tipo Apollo // toro androprosopo è presente anche nelle monete di altri centri della Campania settentrionale come Cales, Suessa o la succitata Aesernia.
La moneta con il nuovo nome della città è collocata negli anni 265-240 a.C..
Presenta al dritto la testa laureata di Apollo, in questo caso volta a sinistra e intorno l'etnico BENEVENTOD.
Al rovescio c'è un cavallo al galoppo. Sopra (o sotto) c'è un pentagramma e intorno la legenda PRO POM, presente anche nella monetazione di Suessa. Il significato di questa legenda non è chiaro.

### Meles
L'ubicazione di questo centro non è nota. La monetazione, fusa, risale al periodo della seconda guerra punica. L'identificazione è data dalla legenda mel, in alfabeto osco e con scrittura retrograda.
Sono noti quattro valori basati su un asse di circa 125 grammi.
triente (o quadrunx)
Testa giovanile gianiforme e legenda mel. Al rovescio: elefante con mahout (guidatore). In esergo quattro globetti, indicazione di valore.
sestante
Testa barbata; dietro due globetti, indicazione di valore. Rovescio simile al precedente. In esergo due globetti, indicazione di valore
Oncia
Testa barbata. Delfino e legenda mel. Al dritto e al rovescio: un globetto, indicazione di valore
Semioncia
Testa maschile di fronte; al rovescio protome equina e legenda me.

### Telesia
Telesia era una città romana di origine sannita, alla confluenza del fiume fiume Calore con il fiume Volturno.
La città coniò tra in 265 e il 240 a.C., nello stesso periodo della prima monetazione romana.
Al dritto è rappresentata la testa di Minerva, volta a sinistra, con elmo corinzio.
Al rovescio c'è un gallo, stante, volto s destra. Dietro una stella a otto punte e davanti ZIЯƎT (teris in scrittura retrograda.
La moneta richiama quelle emesse con gli stessi tipi da città come Cales, Suessa e altre.